# Oederan
Oederan je město v Německu s přibližně 7 700 obyvateli. Nachází se v zemském okrese Střední Sasko ve spolkové zemi Sasko. 

## Geografie
Město leží na úpatí Krušných hor 17 km východně od Saské Kamenice. Má nadmořskou výšku kolem 400 metrů a protéká jím potok Hetzbach s přítokem Flöha. Nedaleko se nachází kopec Udohöhe s trigonometrickým sloupem z roku 1867. 

## Správní členění
Město Oederan se dělí na 12 místních částí:
- Breitenau
- Börnichen
- Frankenstein
- Gahlenz
- Görbersdorf
- Hartha
- Kirchbach
- Lößnitztal
- Memmendorf
- Oederan
- Schönerstadt
- Wingendorf

## Historie
V desátém století je v okolí doloženo slovanské osídlení, ve 12. století se připomíná osada jménem Waldhufendorf. První písemná zmínka o městě pochází z roku 1286. K roku 1365 se připomíná římskokatolický kostel Panny Marie, po roce 1526 proměněný na luteránský. Od roku 1583 patřil Oederan k horním městům. V šestnáctém a sedmnáctém století probíhaly ve městě a okolí čarodějnické procesy, 6 odsouzených žen zde bylo roku 1529 upáleno. 
Za druhé světové války zde byl zřízen pobočný ženský tábor koncentračního tábora Flossenbürg, s pracovnami v tkalcovně. V dubnu 1945 byly přeživší vězeňkyně v dobytčích vagónech odvezeny do Terezína. Obětem tábora je věnován pomník na místním hřbitově.

## Doprava
Městem prochází dálnice B173 a železnice z Drážďan do Werdau, k níž byl Oederan připojen 1. března roku 1869.

## Památky
- Pozdně gotický halový kostel Panny Marie luterské evangelické církve; přestavěný v 19. století, na kůru cenné varhany od Gottfrieda Silbermanna.
- Radnice - původně renesanční stavba s nárožním arkýřem
- Několik hrázděných domů z 18.-19. století (mj. bývalá kantorie a bývalá přádelna - nyní obytné domy)
- Nádraží z roku 1870, druhé nejstarší na celé trati Drážďany–Werdau
- Budova soudu s vězením z počátku 20. století
- Poštovní milník z roku 1722, mramorový pilíř s rytým značením vzdáleností: 5 a půl hodiny do Saské Kamenice, půl hodiny do Oederanu

## Turistické cíle

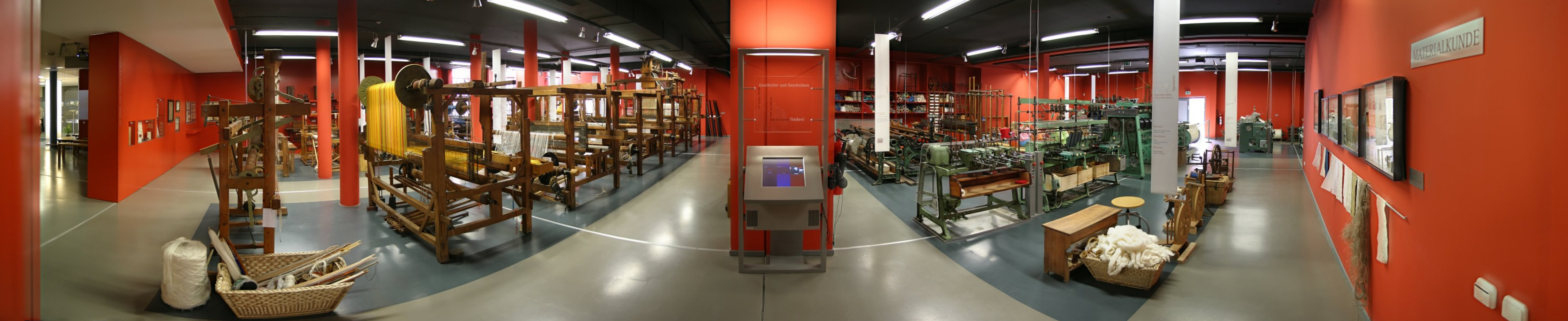
Muzeum tkalcovství

- webMuseum - muzeum tkalcovství; na ploše 1000 m², s připojeným historickým a vlastivědným muzeem, sbírkou grafiky a biedermeierským salónem; od doby barokní ve městě sídlila tkalcovská manufaktura, dále také továrna na nitě Erwina Kabise, postavená roku 1909; největší v NDR a zrušená v roce 1994.[5]; muzeum pořádá tkalcovské kursy, návštěvníci si také mohou tkalcovský stav vyzkoušet.
- Klein-Erzgebirge, park krušnohorských miniatur, obsahuje 207 miniatur historických staveb saského a severočeského Krušnohoří v měřítku 1:25 a dětskou železnici. Největší areál svého druhu v Německu.
- Gahlenzer Riesen- dřevěné sochy obrů v místní části Gahlenz (připojené k Oederanu v roce 2007)[6]
- Plavecký stadion se třemi bazény

## Slavní rodáci
- Minna Planerová, herečka, první manželka Richarda Wagnera
- Igor Mitoraj, sochař

## Galerie

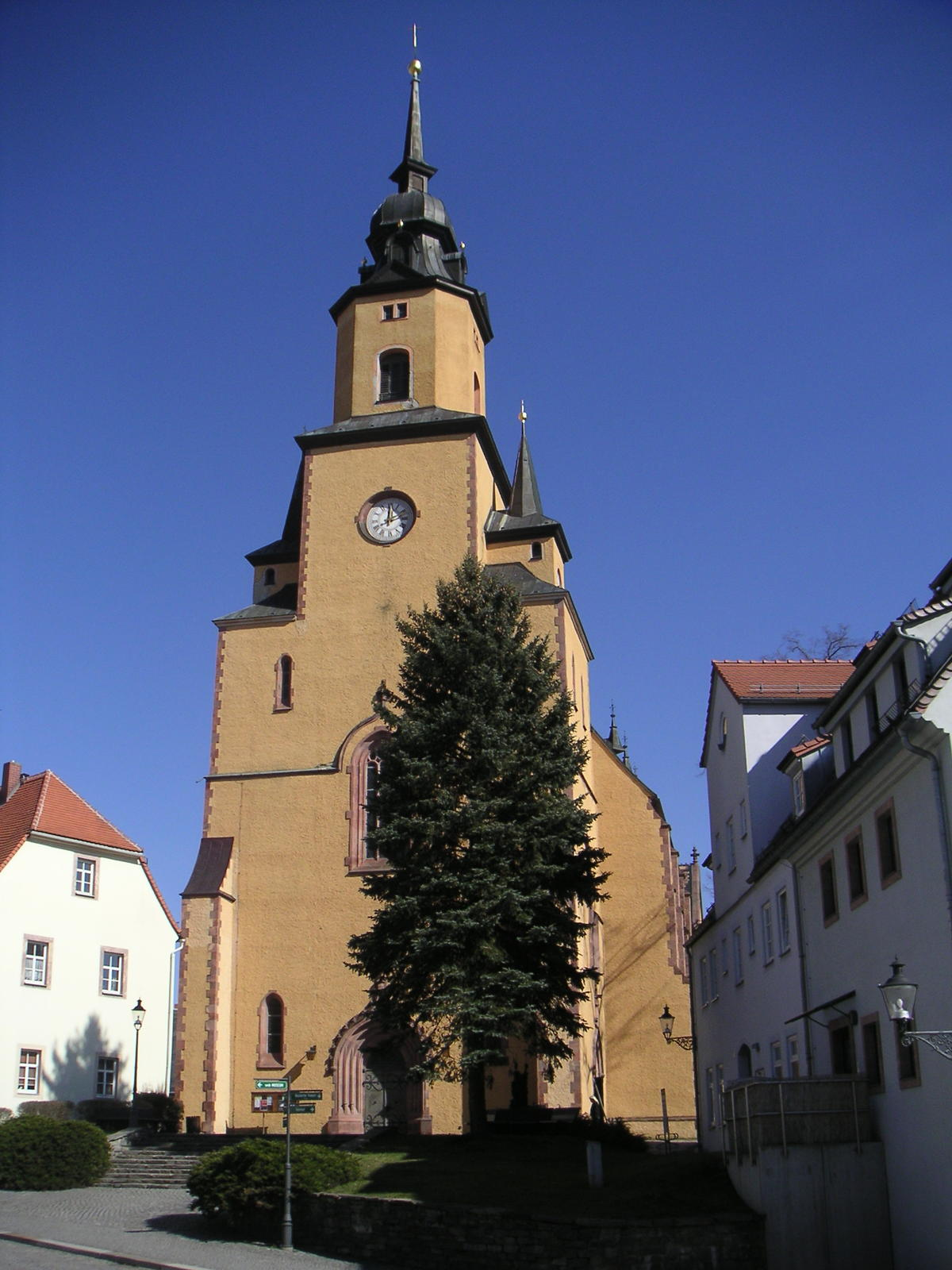
Městský kostel
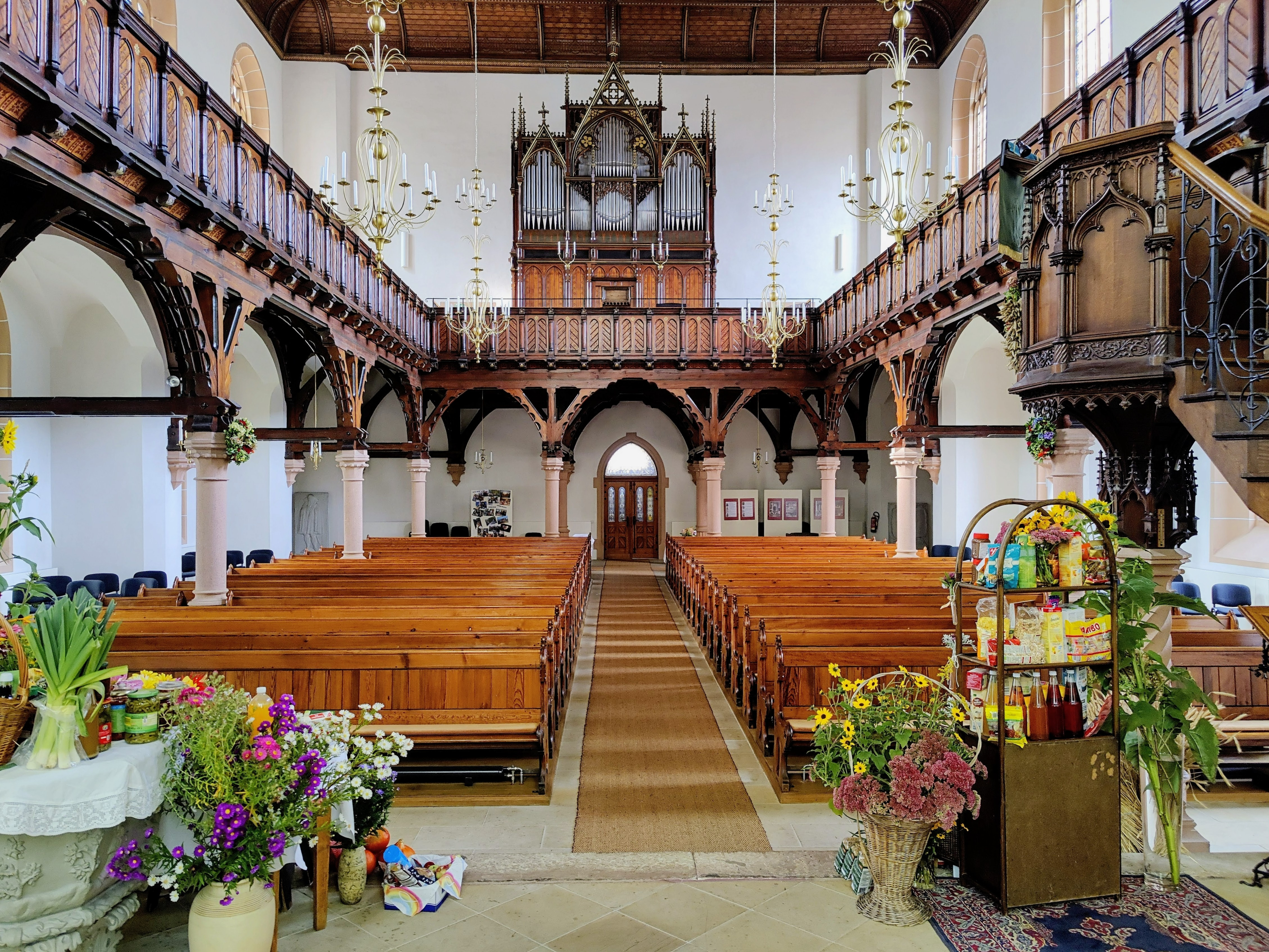
Interiér kostela s varhanami
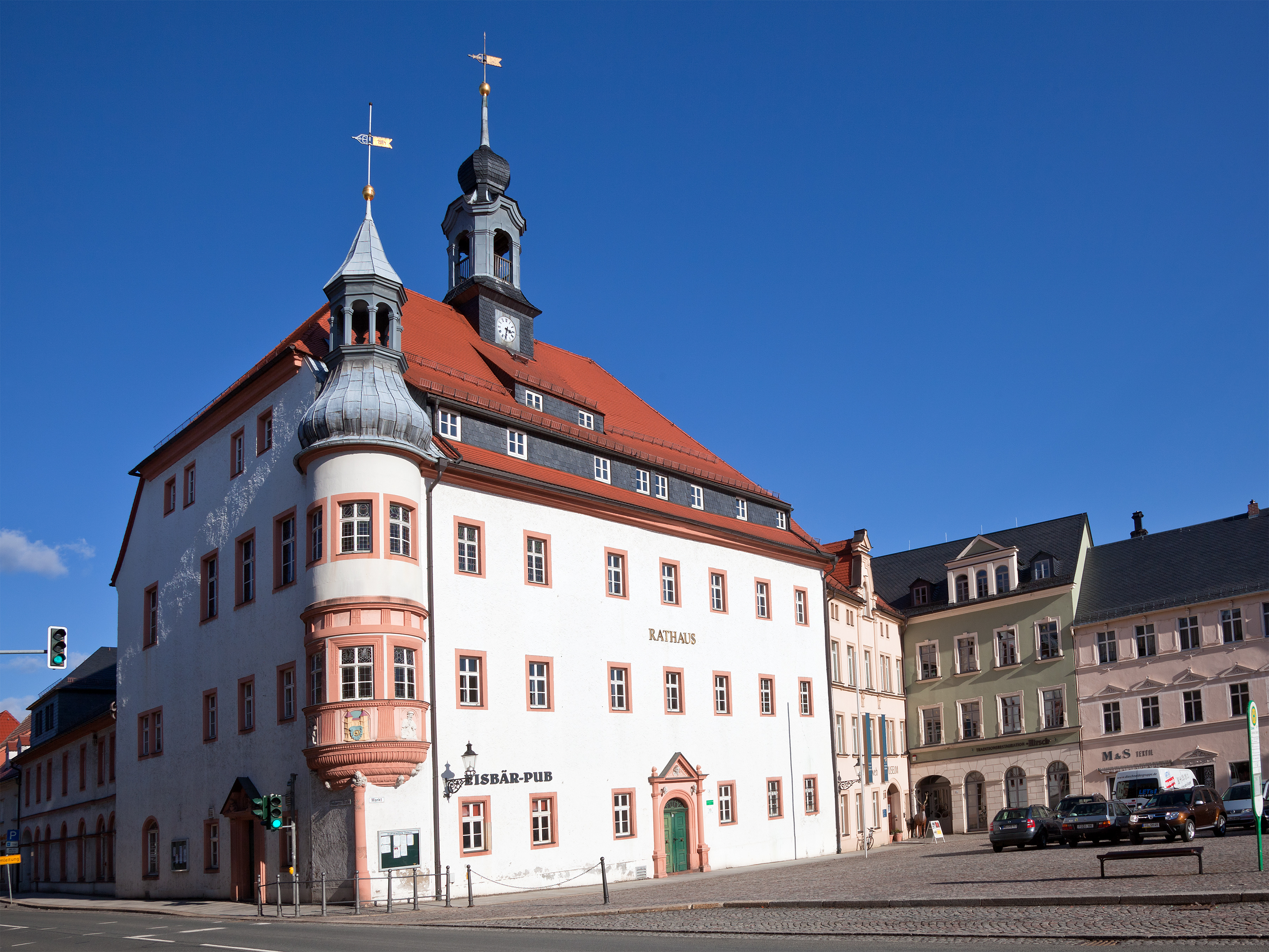
Radnice
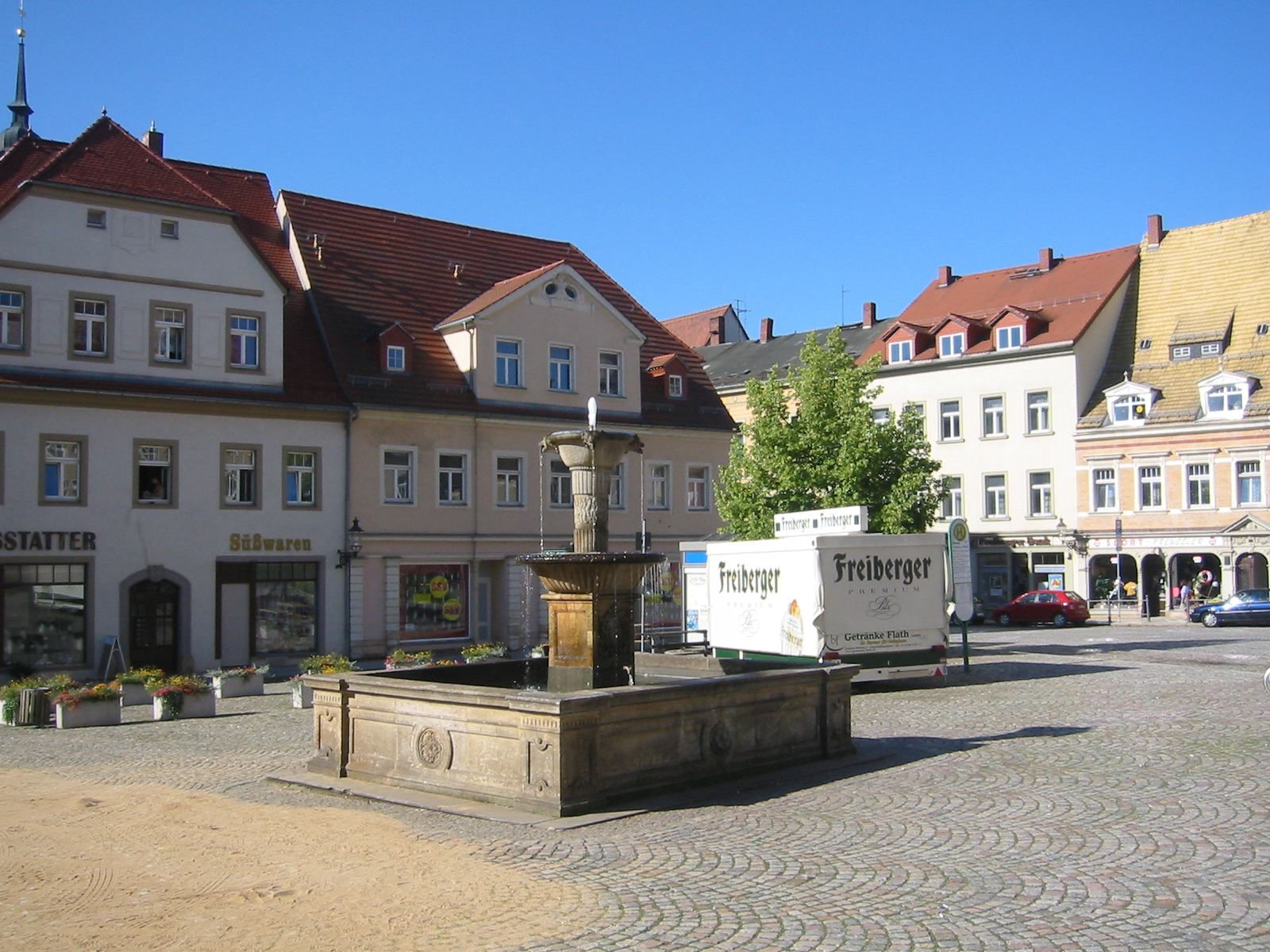
Náměstí s kašnou
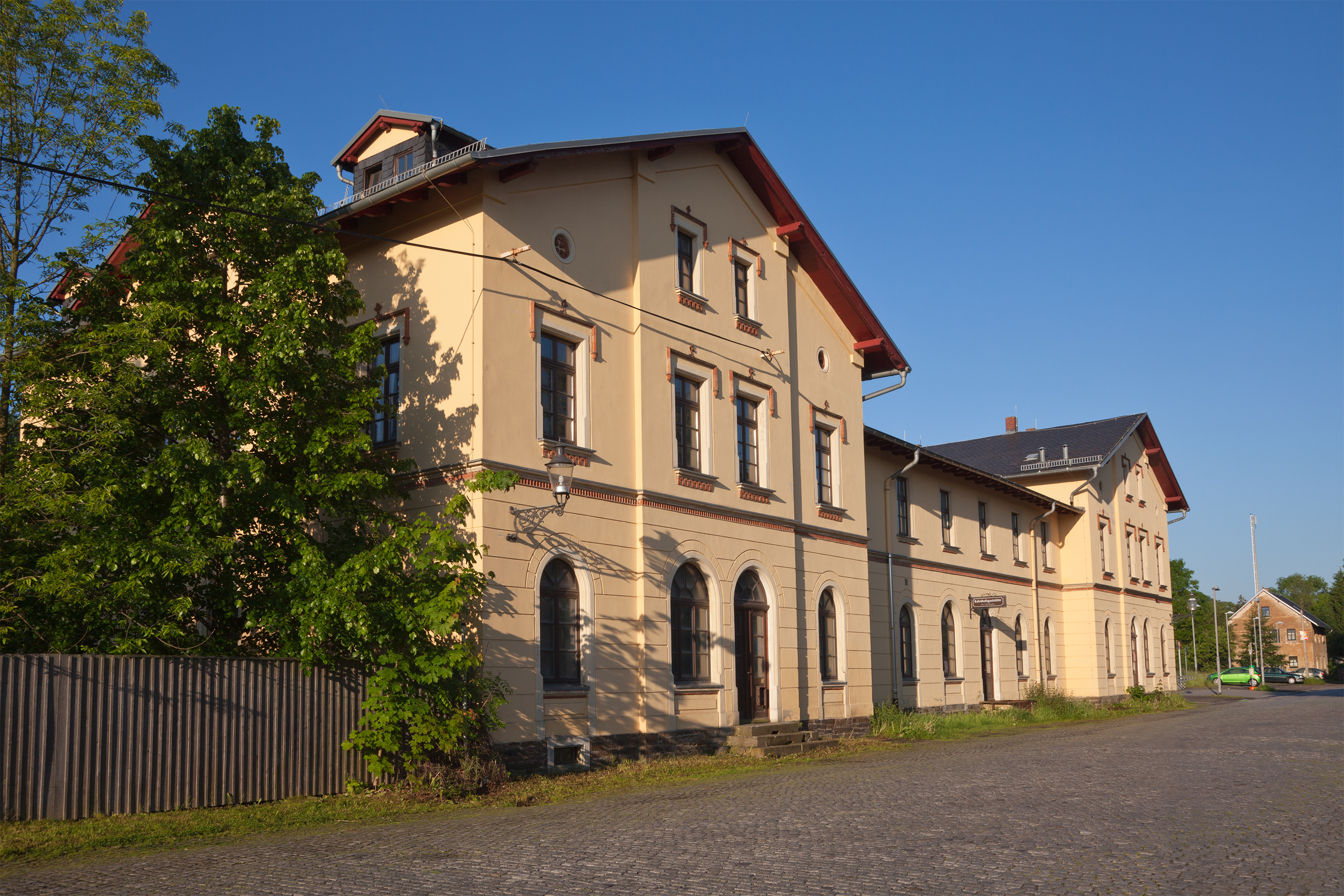
Nádraží
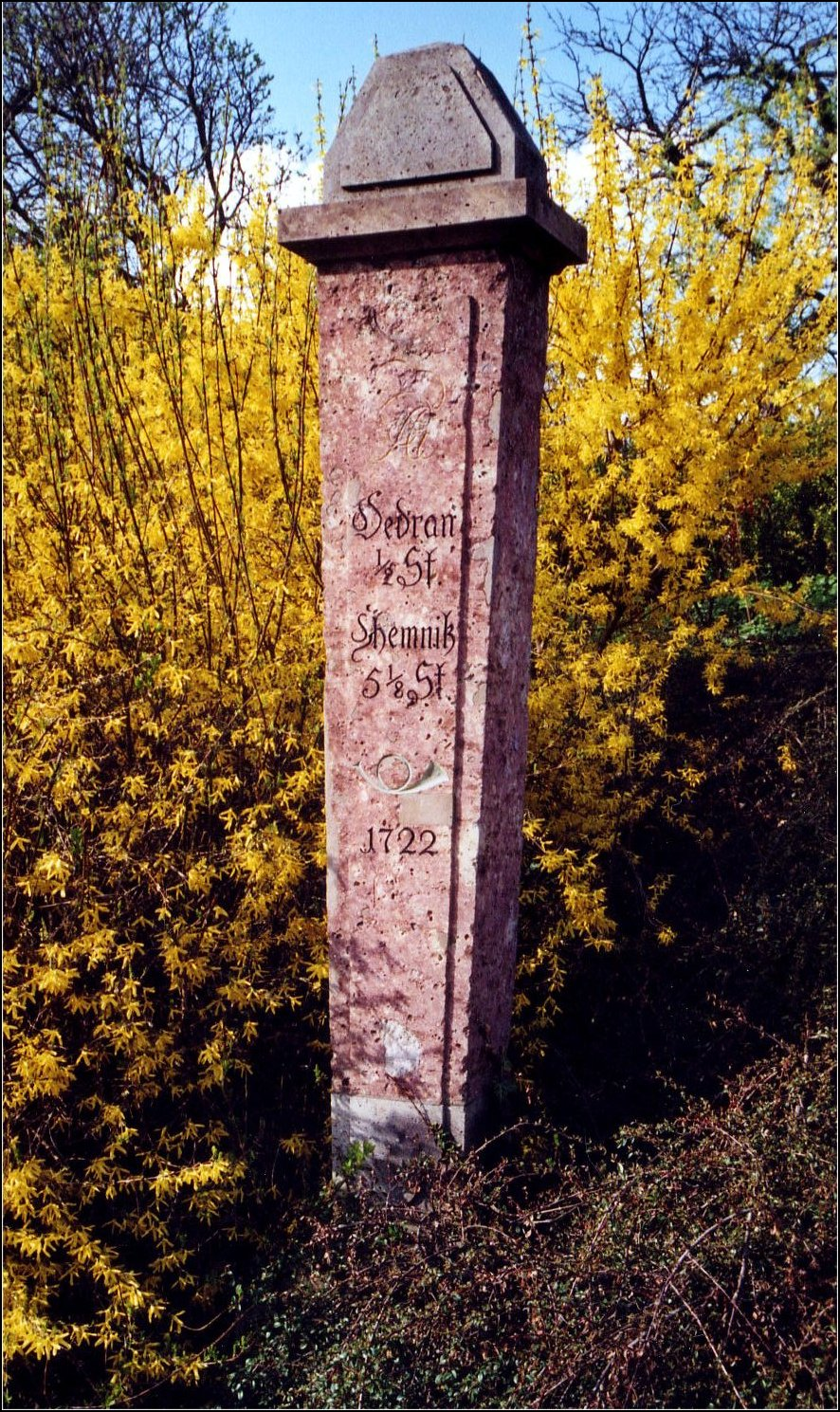
Milník z roku 1722